# Piotr Gaś
Piotr Gaś (ur. 15 stycznia 1959 w Ustroniu) – polski duchowny luterański i działacz ekumeniczny, były sekretarz Konsystorza Kościoła Ewangelicko-Augsburskiego w RP.

## Życiorys
W latach 1978–1983 studiował teologię w Chrześcijańskiej Akademii Teologicznej w Warszawie. Ordynację na duchownego przyjął 4 grudnia 1983, z dniem ordynacji rozpoczynając służbę na stanowisku wikariusza w parafii ewangelicko-augsburskiej Świętej Trójcy w Szczecinie. Od 1 lutego 1989 był proboszczem-administratorem parafii szczecińskiej, zaś 20 maja 1990 został wybrany na jej proboszcza. W 1994 zainicjował Projekt Bonhoefferowski w Szczecinie, a w 2000 należał do grona współzałożycieli polsko-niemieckiej Grupy Inicjatywnej na rzecz utworzenia Międzynarodowego Centrum Studiów i Spotkań im. ks. dr Dietricha Bonhoeffera w Szczecinie. W 1996 został powołany na urząd radcy duchownego Konsystorza Kościoła Ewangelicko-Augsburskiego w RP, zaś w latach 2011–2016 pełnił funkcję sekretarza Konsystorza. Jednocześnie w latach 2001–2012 był członkiem Synodu Kościoła jako przedstawiciel duchownych. 19 listopada 2006 został wybrany na proboszcza parafii ewangelicko-augsburskiej Świętej Trójcy w Warszawie i 4 marca 2007 wprowadzony w urząd. Od 2009 jest także członkiem Rady Ewangelickiego Towarzystwa Oświatowego.
Ks. Piotr Gaś reprezentował Kościół Ewangelicko-Augsburski w RP na VII i VIII Walnym Zgromadzeniu Światowej Federacji Luterańskiej. Był członkiem Komisji Komunikacji, a następnie do 1997 członkiem Stałej Komisji Ekumenicznej Światowej Federacji Luterańskiej. W latach 2001–2008 był członkiem Komitetu Wykonawczego Wspólnoty Ewangelickich Kościołów w Europie.
Za swoją działalność ekumeniczną i na rzecz pojednania i dialogu polsko-niemieckiego został wyróżniony między innymi Nagrodą im. św. Brata Alberta w 2005, zaś w 2006 wyróżniony tytułem doktora honoris causa niemieckiego Uniwersytet w Greifswaldzie.
W październiku 2020, w związku ze śmiercią ks. Piotra Wowrego, został ponownie radcą Konsystorza.